# 野口坤之
野口 坤之（のぐち こんの / のぐち こんし、1860年6月14日（万延元年4月25日） - 1919年（大正8年）3月7日）は、日本の陸軍軍人。兵科は歩兵。日露戦争における第四師団参謀長である。最終階級は陸軍中将。

## 人物・来歴
陸奥国耶麻郡五十軒村（現・福島県猪苗代町）に生まれた、旧会津藩・士族である。幼名は坤之助。翁島小学校を卒業後教職に就いたが、退職し秋月悌次郎門下となる。1883年（明治16年）12月25日、陸軍士官学校（旧6期）を卒業し、同日、歩兵少尉に任官。陸軍大学校（4期）を卒業。中尉時代に立見尚文の娘と結婚したが死別。少佐時代に再婚している。第一師団参謀（大尉）として、日清戦争に従軍。金州、大連、旅順、蓋平、田荘台と転戦した。1897年(明治30年)少佐、1902年(明治35年)中佐へ進級。教育総監部参謀、歩兵第三十三連隊長などを務めている。
日露戦争では第四師団参謀長として、師団長・小川又次を補佐し、大石橋、海城、沙河会戦と歴戦。遼陽会戦において小川と共に負傷し、日本に帰国した。第二軍司令部から伝令として派遣された石光真清が負傷現場を目撃している。石光によれば師団司令部が置かれた民家でロシア軍の砲弾が炸裂し、野口は頭部を負傷した。
出征中に大佐へ進級し、戦後は陸軍中央幼年学校長を務め、1908年(明治41年)3月少将へ昇進。歩兵第11旅団・歩兵第三十五旅団・歩兵第一旅団の旅団長を歴任し、陸軍士官学校長に就任したが病を得、1911年(大正元年)11月に待命となる。翌年8月、中将へ進級するとともに予備役編入となった。
容貌瀟洒、思慮稠密であったといわれ、同郷の後進育成組織・稚松会の副会長を務めている。野口尚一は長男。

## 栄典
位階
- 1889年（明治22年）7月15日 - 従七位[4]
- 1904年（明治37年）9月13日 - 従五位[5]

勲章等
- 1889年（明治22年）11月29日 - 大日本帝国憲法発布記念章[6]

外国勲章佩用允許
- 1908年（明治41年）3月9日 – 大韓帝国：李花大勲章[7]